# Альб'яно
Альб'яно (італ. Albiano) — муніципалітет в Італії, у регіоні Трентіно-Альто-Адідже,  провінція Тренто.
Альб'яно розташований на відстані близько 490 км на північ від Рима, 12 км на північний схід від Тренто.
Населення — 1530 осіб (2014).

## Демографія
Населення за роками:

Станом на 1 січня 2023 року в муніципалітеті офіційно проживало 100 іноземців з 15 країн, серед них 15 громадян країн Євросоюзу та 6 громадян України.

## Сусідні муніципалітети
- Чембра-Лізіньяго
- Чивеццано
- Форначе
- Джово
- Лона-Лазес
- Тренто